# 自我
自我（英語：Self），或自己、自身，指的是自己所能操縱的一具肉體，或者對其存在、人格、特色所產生的一種有意識的認知，與“他者”有著明顯的區分。
通常人類個體會認為他們自身是一個連續性、整合、不可分、而且具備獨特的自我，對自己的意象、人格特質會持有的整體知覺與態度。對這一概念的探討和展現，是作家、文學家、哲學家與心理學家，甚至是宗教（如佛教等）長期關注的課題。

## 宗教上

### 佛教
宗教範疇中對自我的討論以佛教爲代表，佛教最基礎教義的總結——“三法印”中就出現了“諸法無我”，義爲人對自我的認識和執著如同空中無花而眼睛生病看到花一般虛妄，人的身體是由物質組成，無一真正屬於自己，人也沒有永恆的靈魂，而是暫時的神識隨業力流轉而已，神識也不是永恆的，因此佛教從根本上否認自我的存在，稱其只是神識暂宿的旅馆；且認為人對自我的執著是痛苦之來源、惡業之開端，而若断灭对自我的执着，便可以证得声闻圣果，脱离轮回。

### 印度教、佛教、耆那教
在婆罗门教及演变後的印度教中，自我古时常译为“我”，现代多译为“梵我”以作区别；义爲真正的、内在的我，是常住不变、清净不染的，人需要苦修苦行，追求达到“梵我合一”的境界。
耆那教教义中的“我”与婆罗门教中的“我”同源，亦代称真正的、内在的我。

### 亚伯拉罕係的一神教
自我的英文翻译“ego”来自拉丁语，和德语ich和英语I爲同源词，本意即我，侧重於内在性和隐秘性，即内在的、超越的我，是内在神性的体现。

## 文學上
意象，寫詩的時候常常會說：「這詩表達的意象很飽滿」、「詩，最重要的是意象」。
意象可以說是一種畫面(想像裡的，真實或虛構皆存在)，我們對自己的意象也就是腦海裡，我們呈現的畫面。
舉例來說，一個人上台自我介紹時，腦海裡覺得自己表現得很差勁(實際上並沒有)，這種意象則會影響到自己的自我概念；一個人學會彈吉他覺得自己彈起來很帥氣(實際上也沒有)，不過這種意象很可能會促進他的成長、信心。

## 哲學上
唯我論認為，自我是唯一可以被肯定的事物。
笛卡兒曾提出一個哲學命題，我思故我在（拉丁語：Cogito ergo sum）。
當我在懷疑一切時，卻不能懷疑那個正在懷疑著的「我」的存在。
因為這個「懷疑」本身是一種思想活動。而這個正在思想著、懷疑著的「我」的本質也是一種思想活動。
仔細來說，可以以真假值來判斷或驗證這句話：
如果我懷疑我的思想是假，但我「正在懷疑我的思想」這個思想便是真；
如果我以為我真的在思考，我相信我思考是真的，那即使思考是假，「我相信我的思考」卻是真的了。

## 心理學上
「成熟而健康的自我」能在情感上發展出成熟和真實選擇能力。